# Дарченко, Дмитрий Григорьевич
Дмитрий Григорьевич Дарченко (25 декабря 2000, хутор Павловский, Краснодарский край — 29 августа 2023, в районе села Работино) — российский военнослужащий, прапорщик, командир взвода ремонтной роты 237-го гвардейского десантно-штурмового полка 76-й гвардейской десантно-штурмовой дивизии Воздушно-десантных войск. Герой Российской Федерации (посмертно, 2024).

## Биография
Родился 25 декабря 2000 года в хуторе Павловский Крымского района Краснодарского края. Учился в средней общеобразовательной школе № 62 у себя в хуторе, которую окончил в 2018 году.
С 2018 года стал курсантом факультета среднего профессионального образования Рязанского высшего воздушно-десантного командного училища имени генерала армии В. Ф. Маргелова. Там завершил обучение в 2021 году, получив звание прапорщика.
С 24 февраля 2022 года принял участие в российском вторжении на Украину. Погиб 29 августа 2023 года в районе села Работино. Похоронен 11 сентября 2023 года у себя на родине.

## Звания и награды
- Герой Российской Федерации (Указом Президента Российской Федерации (закрытым) от 11 марта 2024 года за мужество и героизм, проявленные при исполнении воинского долга, гвардии прапорщику Данченко Дмитрию Григорьевичу присвоено звание Героя Российской Федерации посмертно)[2][3][4]. 14 июня 2024 года награда была передана родителям в «Военно-патриотическом центре имени Героя Российской Федерации, генерала армии В. Г. Казанцева»[5].
- Орден Мужества
- Медаль «За отвагу»
- Медаль «За боевые отличия»

## Память
- 13 декабря 2023 года в средней школе № 62 хутора Павловский открыли парту в честь Дмитрия Григорьевича Дарченко[6].
- В 2024 году в библиотеке села Кеслерово Крымского района Краснодарский край открыта постоянно действующая выставка «Герои специальной военной операции», оформлен стенд, посвященный Дмитрию Дарченко[7].